# Ulog (Kalinovik)
Ulog (v srbské cyrilici Улог) je vesnice v jižní části Bosny a Hercegoviny. Nachází se v údolí řeky Neretvy, v tzv. údolí Borač, hluboko v horách. Administrativně spadá pod opštinu Kalinovik.
Ulog stojí stranou hlavních dopravních tahů, prochází ním jediná silnice, která spojuje obce Kalinovik a Nevesinje. V blízkosti vesnice se nachází Uložské jezero a dále vrcholy Butine, Siljevac a Lonac. Jižně od Ulogu se nacházejí nekropole tzv. stećků. Ulog byl poprvé zmíněn již v 15. století. V roce 1664 jej popsal turecký cestopisec Evlija Čelebi jako vesnici, kde stojí 150 domů. Rovněž se zmínil o místní pevnosti, která však již tehdy byla zpustlá a zarostlá křovím. V letech 1910 až 1912 byla přes Ulog zbudována Rakousko-uherskou armádou silnice. Již od poloviny 60. let 20. století se hovořilo o výstavbě vodní elektrárny na řece Neretvě. Od té doby, i v souvislosti s těžkými životními poměry, začali z Ulogu odcházet lidé do větších měst tehdejší bývalé Jugoslávie.
V roce 2013 měla pouhých 61 obyvatel; v druhé polovině 20. století však byl ještě Ulog domovem pro několik stovek lidí.